# فرديناند بروهين
فرديناند بروهين (19 يوليو 1908 في بونتيفيكو - 7 مايو 1986 في مرسيليا) لاعب كرة قدم سويسري الجنسية إيطالي المولد راحل كان يجيد اللعب في خط الوسط .
بدأ بروهين مسيرته الرياضية في نادي كريمونزي الإيطالي سنة 1932 وبعد موسم واحد انتقل إلى نادي مرسيليا الفرنسي حيث قضى فيه 9 مواسم متتالية ثم انتقل إلى نادي ليون لموسم واحد حيث اعتزل لعب كرة القدم في سنة 1943 .